# Home de la muntanya
Un home de la muntanya és un home caçador i explorador que viu a la natura. Els homes de la muntanya van tenir un paper decisiu en l'obertura de diferents rutes (eixamplant els camins de carro), fet que va permetre als nord-americans de l'est establir-se als nous territoris del llunyà oest amb caravanes organitzades que viatgen pels camins explorats i, en molts casos, millorats físicament pels homes de la muntanya i les grans empreses de comerç de pells, originalment per servir al comerç de la pell cap a l'interior a base de mules.
Van representar una expansió geogràfica i econòmica natural impulsada pels lucratius guanys disponibles del comerç de pells a Nord-amèrica, arran dels diversos comptes publicats entre 1806 i 1807, de les troballes de l'expedició de Lewis i Clark (1803-1806) a les Muntanyes Rocoses i al País d'Oregon (de propietat disputada), on van florir econòmicament durant més de tres dècades. En aquella època, dos nous tractats internacionals de principis de 1846 i principis de 1848 es van establir oficialment les nous territoris de la costa oest dels Estats Units i van estimular un gran augment de la migració. Els dies dels homes de la muntanya portant una bona vida gràcies a la captura de pells havien acabat en gran manera. Això va ser en part perquè la indústria de la pell estava fallant per la reducció de la demanda i l'excés de captures. Amb l'augment del comerç de seda i el ràpid col·lapse del comerç de pells de castor de finals de la dècada de 1830 i de la dècada de 1840, molts dels homes de la muntanya es van establir en llocs de treball com a exploradors de l'exèrcit o conductors de tren, o es van establir arreu de les terres que havien ajudat a obrir. Altres, com William Sublette, van obrir comerços al llarg del camí d'Oregon per donar servei al comerç de pells romanent i a colons que es dirigien a l'oest.

## Història
Els homes de la muntanya van viure principalment a les muntanyes Rocoses des d'aproximadament 1810 fins a la dècada de 1880 (amb un pic de població a principis de la dècada de 1840). Entre 1820 i 1840, el màxim moment d'esplendor de captures de castors, hi havia uns 3.000 homes de la muntanya distribuïts per les muntanyes. Si bé hi havia molts paranyers lliures, la majoria treballava per les grans companyies de comerç de pells. La vida d'un home d'una companya es trobava gairebé militaritzada. Els homes tenien grups desorganitzats, caçaven i col·locaven trampes en brigades i sempre informaven al cap de la brigada de captura. Aquest cap, rebia el nom de "boosway", una deformació del terme francès bourgeois (en català, burgesia). Era el líder de la brigada i el cap de comerç.
Donald Mackenzie, representant de la Companyia del Nord-oest, va establir un punt de reunió a la vall del riu Boise el 1819. El sistema de punts de reunió va ser posteriorment utilitzat per William Henry Ashley de la Companyia de pells de les Muntanyes Rocoses, els representants de la qual haurien de portar subministraments a llocs específics de les muntanyes durant la primavera, va iniciar negociacions amb els caçadors de pells, i va portar de tornada pells a les comunitats dels rius Missouri i Mississipi, com la de Saint Louis, a la tardor. Ashley va vendre el seu negoci de pells a Jedediah Smith, David Edward Jackson i William Sublette. Va seguir obtenint ingressos venent-los els seus subministraments. Aquest sistema de llocs de reunió amb caçadors de pells va seguir en funcionament quan altres companyies, en especial la American Fur Company, propietat de John Jacob Astor, van entrar en el negoci.
La cita anual sovint es duia a terme a Horse Creek al riu Green, actualment anomenat Upper Green River Rendezvous Site, prop de l'actual Pinedale, Wyoming. Un altre lloc popular a la mateixa zona era Pierre's Hole. A mitjans de la dècada de 1830, atreia anualment entre 450 i 500 homes, essencialment tots els caçadores de pells i comerciants americans que treballaven a les Muntanyes Rocoses, així com nombrosos nadius americans. A finals de la dècada de 1830, la Companyia de la Badia de Hudson amb seu al Canadà, va instituir una política per destruir el comerç de pells d'Amèrica. La seva expedició anual al riu Snake es va transformar en una empresa comercial. A partir de 1834, vam visitar els punts de reunió nord-americans per comprar pells a preus baixos. La Companyia de la badia de Hudson va ser capaç d'oferir productes de comerç manufacturats a preus molt per sota dels quals companyies de pell nord-americanes podrien competir. Combinat amb una disminució de la demanda i l'oferta de castor, el 1840 el Companyia de la Badia de Hudson havia destruït de manera efectiva el sistema americà. L'última trobada es va produir el 1840. Durant aquests anys, la moda a Europa es va allunyar dels anteriorment populars barrets de castor; al mateix temps, l'animal s'havia caçat en excés. Després d'obtenir el monopoli nord-americà el 1830, Astor va sortir del negoci de les pells abans del seu declivi.
Vers el 1841 la Companyia de Pells Americana i la Companyia de pells de les Muntanyes Rocoses estaven en ruïnes. Cap al 1846 només uns 50 caçadors nord-americans encara treballaven al riu Snake, en comparació amb 500 o 600 de 1826. Poc després de la victòria estratègica de la Companyia de la Badia de Hudson, la ruta del riu Snake va ser utilitzada pels emigrants com el camí d'Oregon, que va portar una nova forma de competència. Els antics caçadors van trobar feina com a guies o caçadors per als grups d'emigrants.
Un segon comerç de pells i centre de subministraments va néixer a Taos, en el que avui es Nou Mèxic. Aquest comerç va atraure a nombrosos francesos de Louisina i a alguns caçadors de pells francesos del Canadà, a més d'atraure angloamericans. Alguns residents de Nou Mèxic també es van dedicar al comerç de pells de castor, ja que com a ciutadans mexicans inicialment tenien algunes avantatges legals. Els caçadors i comerciants del sud-oest van cobrir un territori generalment inaccessible a les grans companyies de comerç de pells. Aquest territori comprenia parts de Nou Mèxic, Nevada, Califòrnia i el centre i el sud de Utah. Després del declivi del castor i el comerç de pells, amb alguns emigrants cap a l'oest utilitzant la ruta dels Mormons, els antics caçadors de pells van trobar feina com a guies i caçadors per als grups d'emigrants.
Després que l'efímera Companyia de pells del Pacífic (americana) fos venuda, els britànics van controlar el comerç de pells del Nord-oest del Pacífic, primer amb la Companyia del Nord-oest i posteriorment amb la Companyia de la Badia de Hudson. Per evitar la competència dels caçadors de pells americans, les companyies britàniques van adoptar una política de destrucció dels recursos de pells a l'oest de les muntanyes Rocoses, especialment a la capçalera del riu Snake. Quan la Companyia de la Badia de Hudson es va fer càrrec de les operacions al Nord-oest del Pacífic el 1821, el riu Snake va ser ràpidament despullat de caçadors de pells.
Això va aturar l'expansió americana a la regió. Després de 1825, només uns pocs caçadors de pells americans caçaven a l'oest de les Rocoses, i aquells que ho feien generalment no en treien gaire profit. Segons l'historiador Richard Mackie, aquesta política de la Companyia de la Badia de Hudson va forçar als caçadors de pells americans a romandre a les Rocoses, fet que va donar al nom de "homes de les muntanyes".
Els homes de la muntanya van tenir un paper decisiu en l'obertura de les diferents rutes d'emigrants (eixamplant-les en camins de carretes) permeten als nord-americans de l'est establir-se als nous territoris del llunyà oest amb caravanes organitzades que viatjaven per camins explorats i, en molts casos, millorats físicament pels homes de la muntanya i les grans companyies de comerç de pells, fets originalment per servir al comerç de la pell cap a l'interior a força de mules.

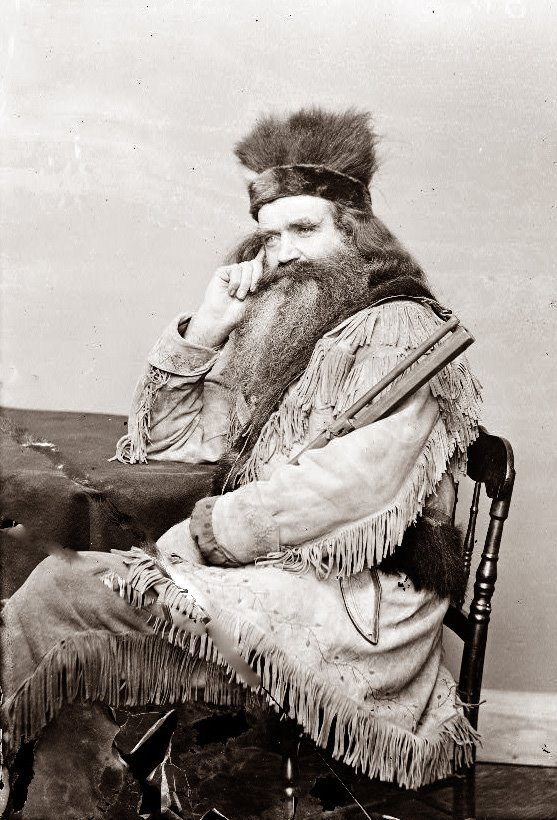
Seth Kinman, un home de la muntanya que havia caçat al voltant de 800 ossos grisos.

En aquella època, en dos nous tractats internacionals de principis de 1846 i principis de 1848 es van establir oficialment els nous territoris costaners dels Estats Units, fet que va estimular un gran augment de la migració, provocant que els dies de bona vida caçant pells dels homes de les muntanya haguessin arribat al final en gran manera. Això va ser a causa que la indústria de la pell estava fallant a causa d'excés de captures. Per casualitat, la migració occidental en curs dels Estats Units amb carros amb l'objectiu de reclamar terres barates a l'oest, s'estava construint ràpidament. Es va iniciar amb un raig de colons amb l'obertura del camí d'Oregon (un camí de carros) el 1841, fins que poc després, entre 1847 i 1849, es va convertir en una allau d'emigrants cap a l'oest fins ben entrada la dècada de 1880.
Amb el comerç de la seda i el ràpid col·lapse del comerç de pells castor a finals de la dècada de 1830 i la dècada de 1840, molts dels homes de la muntanya es van establir en llocs de treball com els exploradors de l'exèrcit, guies de caravanes i colons arreu de les terres que havien ajudat a obrir. D'altres, com William Sublette, van obrir comerços al llarg del camí d'Oregon per donar servei al comerç de la pell romanent i els colons que es dirigien cap a l'oest.
En el moment en el comerç de la pell va començar a esfondrar-se a la dècada de 1840, motivant-los a canviar de feina, els camins que havien explorat i convertit en camins fiables per mules i millorats gradualment en camins de carros, els van permetre llogar-se com a guies i exploradors. Un cop havia declinat el comerç de pells, l'home de la muntanya Robert Newell va dir a Jim Bridger: "S'ha acabat aquesta vida a les muntanyes - s'ha acabat travessar preses de castor, i la congelació o morir de fam alternativament - s'ha acabat el comerç i la lluita amb els indis. El comerç de la pell és mort a les muntanyes Rocoses, i ara no és lloc per a nosaltres, si alguna vegada ho ha estat." Alhora, la gran empenta cap a l'oest per la recent obertura del camí d'Oregon construïda a partir d'un fil de colons el 1841 fins a un flux constant de 1844 a 1846, convertint-se després en una inundació amb l'altament organitzada migració mormona que va utilitzar el camí cap al Gran Llac Salat, descobert per l'home de la muntanya Jim Bridger entre 1847 i 1848. La migració explotaria el 1849 (amb els "The Forty-Niners") en resposta al descobriment d'or a Califòrnia el 1848. El Destí Manifest havia rebut un impuls de gran abast a la primavera i l'estiu de 1846 amb els tractats internacionals que establien als Estats Units la propietat dels territoris de la costa del Pacífic i el País d'Oregon.

## Forma de vida

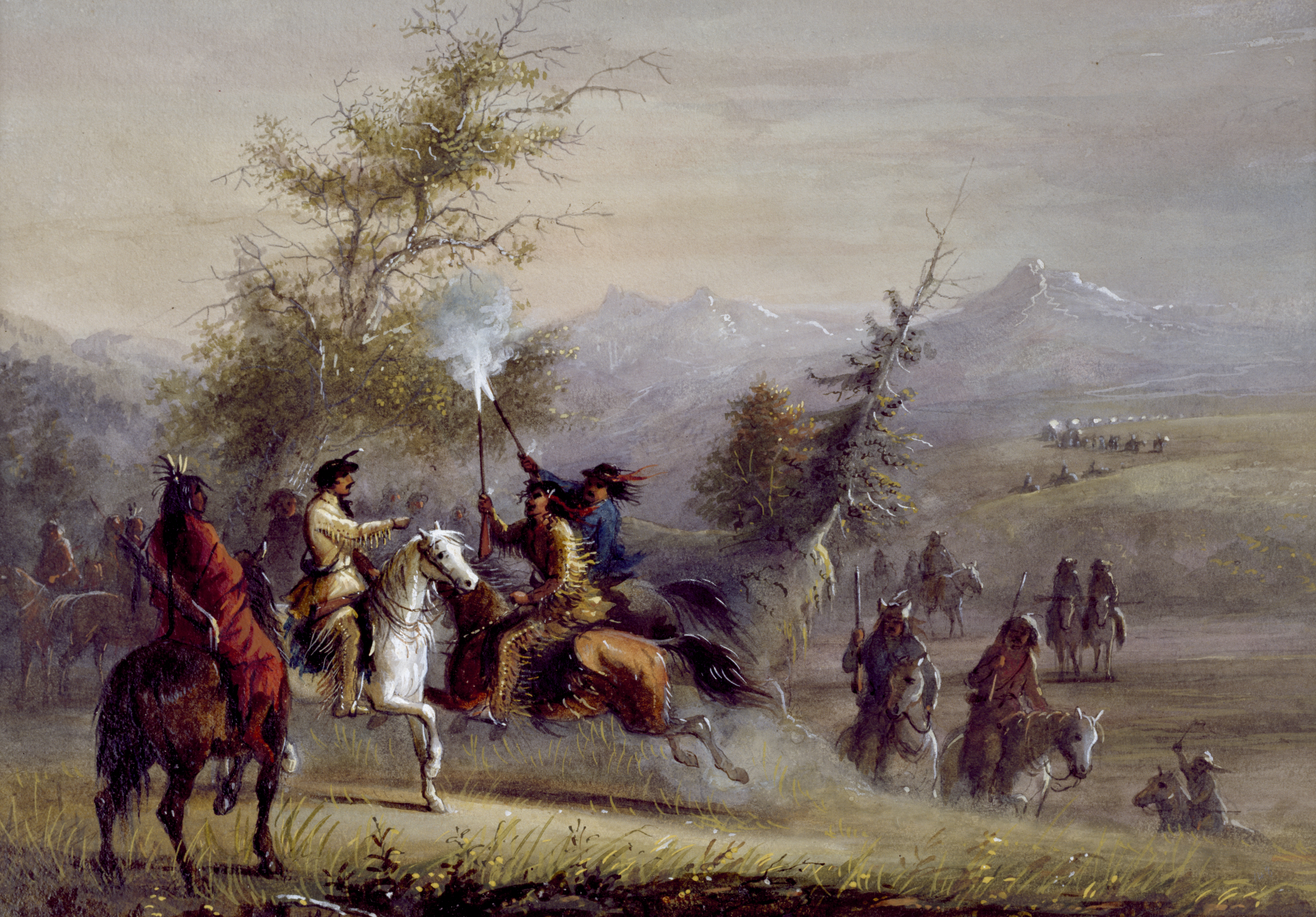
The Greeting, d'Alfred Jacob Miller.

Els homes de la muntanya eren ètnicament, socialment i religiosament diversos, i no encaixaven en cap estereotip establert. Encara que ells consideraven que eren independents, de fet, eren un braç econòmic de les grans companyies de pell que duien a terme fires anuals, conegudes com a punts de trobada de caçadors, perquè els homes de la muntanya venguessin les seves mercaderies. La majoria dels homes de la muntanya eren nascuts a Canadà, els Estats Units, o en els territoris mexicans de govern espanyol, encara que alguns immigrants europeus també es va traslladar a l'oest a la recerca d'oportunitat financera, i francesos i britànics tenien des de feia temps indústries de comerç de pells actives al Canadà. Com qualsevol empresari, els homes de la muntanya estaven motivats principalment pels guanys, el comerç amb els nadius americans, capturar pells de castor i d'altres animals i la venda de les pells, encara que uns pocs estaven més interessats en explorar l'oest i negociaven exclusivament per mantenir la seva passió. Com a tals, la majoria d'ells eren en part comerciant, en part explorador, en part explotador, en part caçador i en part colons; alguns eren també agricultors o ocasionalment se'ls contractava com a exploradors (de l'exèrcit); i la majoria sobrevivia tenint bones relacions amb una o més tribus natives, i així van ser multilingües per necessitat. Sovint vivien una part de l'any (principalment a l'hivern) amb els amerindis, i sovint es van casar amb dones natives americanes en el curs normal dels esdeveniments humans.
L'estereotip d'home de la muntanya s'ha representat vestit amb pell d'ant i una gorra de pell d'os rentador, lluint barba espessa, i portant un fusell Hawken i un ganivet Bowie, comunament conegut com "'ganivet scalpin". Han estat idealitzats com a homes honorables amb el seu propi codi cavalleresc, solitaris que ajuden als necessitats, però que havien trobat la seva llar a la natura.
No obstant això, en realitat, la majoria de caçadors van viatjar i treballar en companyies. La seva vestimenta típica combina gorres de llana i capes amb pantalons i camises de cuir reparades a l'estil nadiu americà. Els homes de la muntanya sovint portaven mocassins però en general porten un parell de botes pesades per terrenys difícils. Cada home de la muntanya portava un equip bàsic que podia incloure armes, banyes de pólvora, una bossa de perdigons, ganivets, destrals, cantimplora, estris de cuina i subministraments de tabac, cafè, sal i pemmican. Cavalls o mules eren essencials, en nombre suficient per muntar un cavall per a cada home i almenys un per portar subministraments i pells.
A l'estiu, els homes de la muntanya cercaven animals amb pells, encara que esperaven fins a la tardor per col·locar les seves línies de trampes. De vegades treballaven en grups. Diversos homes col·locaven els paranys, altres la caçaven, i un romania al campament per protegir-lo i cuinar.
Atès que les trampes particulars es col·locaven de vegades en rius freds, la recuperació dels castors era una tasca dificultosa.
Com que sempre hi havia natius americans en les àrees on capturaven les pells, els caçadors havien de fer front a cada tribu o banda per separat. Algunes tribus eren amables, mentre que altres eren hostils. Els homes de la muntanya negociaven i intercanviaven informació amb les tribus amistoses. Les tribus hostils eren evitades en la mesura del possible.
La vida d'un home de la muntanya era dura: molts no van durar gaires anys a la natura. S'enfrontaven a molts perills, especialment quan exploraven zones no cartografiades: picades d'insectes i altres animals salvatges, el mal temps, malalties de tota mena, les lesions i les tribus hostils representaven perills físics constants. Els ossos bruns van ser un dels majors enemics dels homes de la muntanya. Els hiverns podien ser brutals amb fortes tempestes de neu o temperatures extremadament baixes.
Per tal de seguir amb vida, els homes necessitaven tenir els sentits aguts, i el coneixement d'herbes medicinals i de primers auxilis, entre altres habilitats. A l'estiu, podrien pescar, construir refugis, i buscar menjar i pells. L'home de la muntanya vestia amb pells de cérvol que havia endurit assecant-a a l'aire lliure durant un temps; aquest vestit de pell de cérvol rígida li donava una certa protecció contra les armes de certs enemics. No hi havia metges en les regions on vivien els homes de muntanya, així que van haver de guarir-se els ossos trencats, atendre les seves ferides, i cuidar-se a si mateixos per tenir una bona salut.
Amb l'excepció del cafè, els seus subministraments d'aliments generalment dupliquen la dieta de les tribus natives de les zones on l'home de la de muntanya caça. Generalment disposaven de carn vermella fresca, bisons, aus i peixos. Alguns aliments d'origen vegetal, com ara fruites i baies, els eren fàcils de collir. A més, negociaven amb les tribus per obtenir aliments preparats, com les arrels processades, carn seca i pemmican. En temps de crisi i mal temps, se sap que els homes de muntanya podien arribar per menjar-se els seus cavalls i mules.

### Paranyer lliure
Un paranyer lliure era un home de la muntanya que, en termes actuals, es podria anomenar agent lliure. Era independent i venia les seves pells al millor postor. Això contrasta amb els "homes de companyia", generalment en deute amb una companyia de comerç de pells pel cost del seu equipament, que comerciava només amb aquesta companyia (i sovint es trobava directament a les ordres d'un representant de la companyia). Alguns "homes de companyia" que pagaven el deute esdevenien comerciants lliures que utilitzaven l'equip que havien guanyat. Podien vendre a la mateixa companyia quan els preu els semblava convenient.

### Recreació històrica

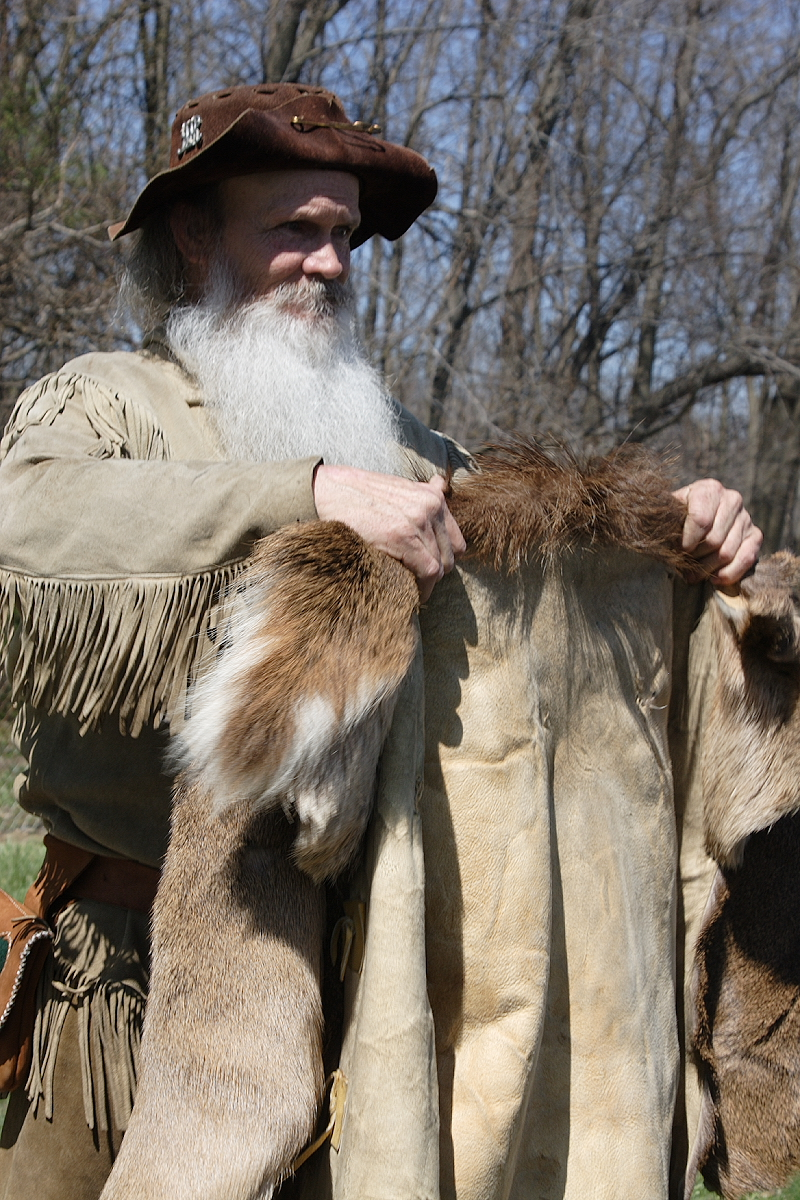
Recreació d'un home de la muntanya, mostrant un pantalons de pell de cérvol

La recreació històrica de la vestimenta i l'estil de vida d'un home de la muntanya, de vegades coneguda com a buckskinning (aproximadament "pell de cérvol"), permet a les persones recrear aspectes d'aquest període històric. Actualment, les recreacions dels llocs de trobada de les Muntanyes Rocoses i altres esdeveniments són ocasions orientades històrica i socialment. Alguns homes moderns trien un estil de vida similar al dels històrics homes de la muntanya, vivint a les muntanyes de l'oest o als pantans del sud dels Estats Units.

### Homes de la muntanya destacats

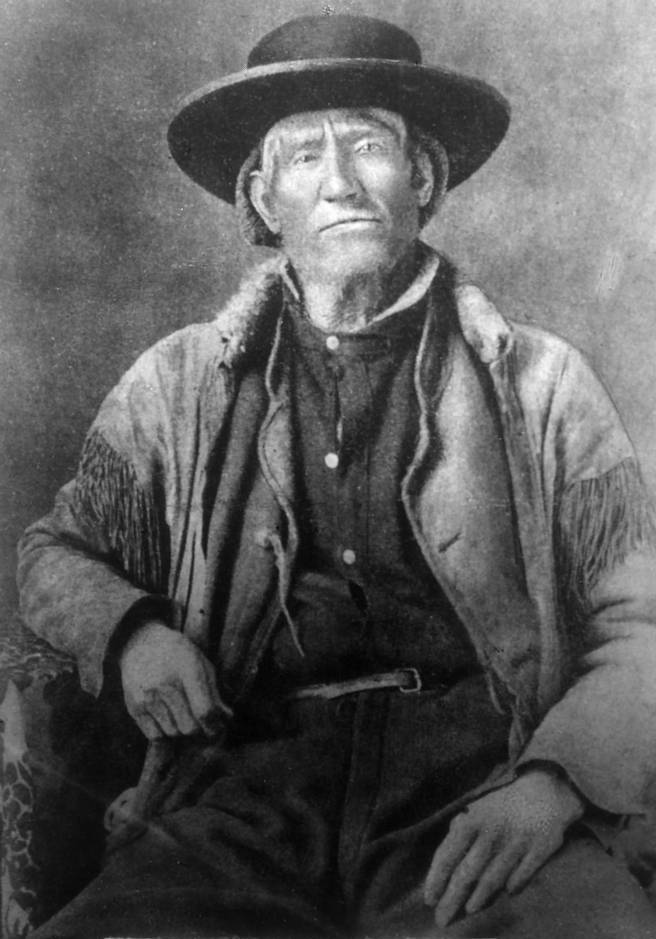
Jim Bridger

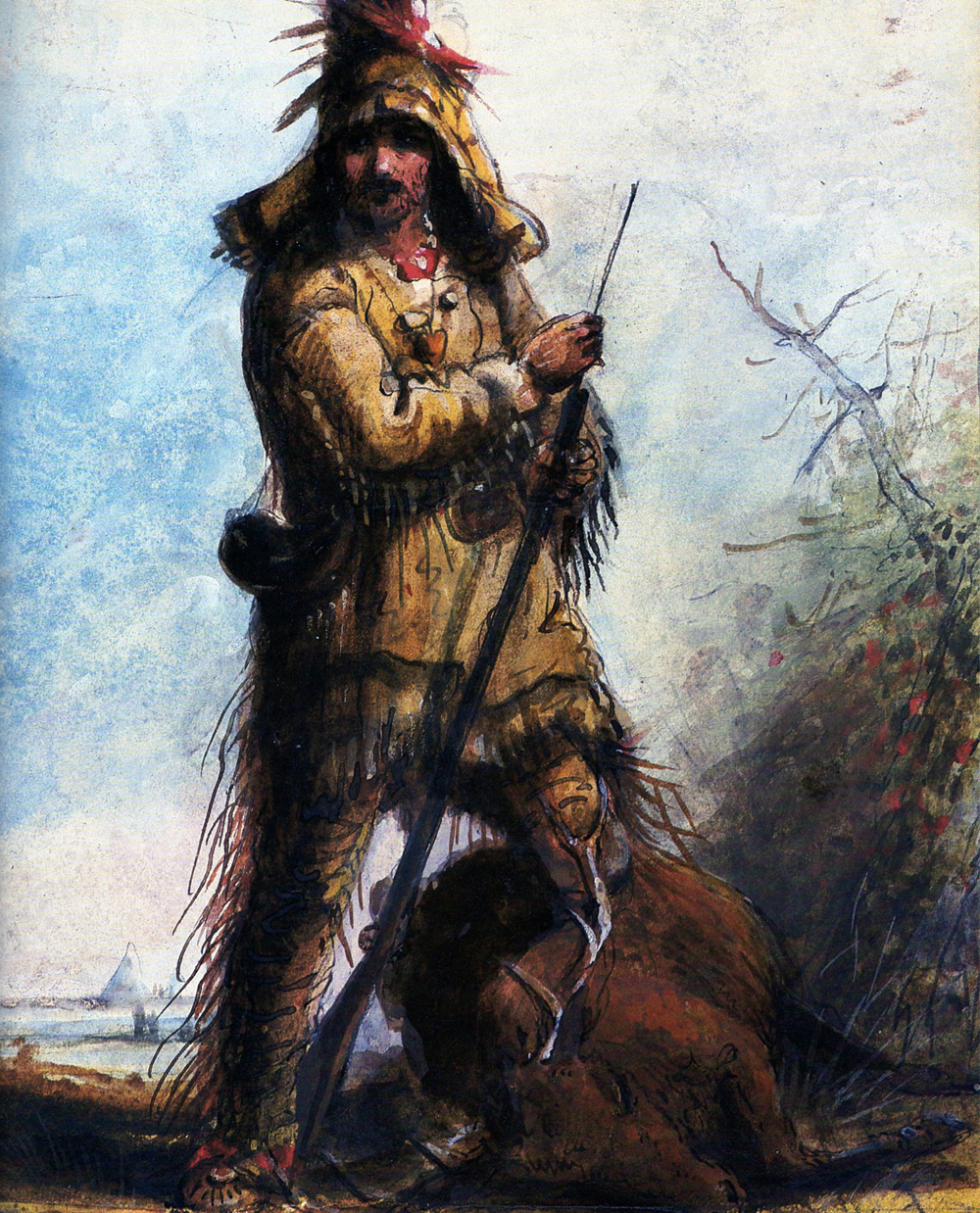
Caçador de pells de les Rocalloses, suposadament William "Old Bill" Williams.

- Jim Beckwourth (1798–1866) nascut com a esclau, va arribar a Missouri amb els seus pares i va ser alliberat pel seu pare. Va començar a treballar amb l'expedició d'Ashley, amb la Companyia de pells de les Muntanyes Rocoses, i es va convertir en un home de la muntanya força conegut. Va viure amb els crows durant anys i es va convertir en un cap de guerra. Va ser l'únic afroamericà a l'oest en tenir la història de la seva vida publicada (1856).[10] Se li atribueix el descobriment del pas Beckwourth a Sierra Nevada el 1850 i la millora d'un camí dels nadius americans per crear el que es coneix com la ruta Beckwourth a través de les muntanyes fins a Marysville (Califòrnia).
- Jim Bridger (1804–1881) va viatjar a l'oest el 1822 quan tenia 17 anys, com a membre dels Ashley's Hundred que van explorar el curs alt del Missouri. Es trobava entre els primers no natius que van veure els guèisers i altres meravelles naturals de la regió de Yellowstone. També és considerat un dels primers homes d'ascendència europea, juntament amb Étienne Provost, que va veure el Gran Llac Salat, el qual degut a la seva salinitat, va ser inicialment considerat un braç de l'oceà Pacífic. El 1830 Bridger va comprar accions de la Companyia de pells de les Muntanyes Rocoses. Va fundar Fort Bridger al sud-oest de Wyoming i també va ser força conegut com a narrador de contes exagerats. Posteriorment, Fort Bridger va formar part de la història de l'Expedició Donner.
- Kit Carson (1809–1868) va assolir notorietat per posteriors gestes, encara que va començar a obtenir cert reconeixement com a caçador de pells. Carson va explorar l'oest de Califòrnia i el nord a través de les Rocoses. Va viu entre els arapaho i es va casar amb una dona xeiene. Va contractat per John Charles Frémont (the Pathfinder, en català el pioner) com a guia, i es va conduir a través de gran part de Califòrnia, Oregon i regió de la Gran Conca, i va assolir fama a nivell nacional gràcies a Frémont. Les històries de la seva vida com a home de la muntanya el van convertir en una figura heroica de la frontera, l'home de la muntanya prototipus del seu temps.[11]
- John Colter (1774–1812), un dels primers homes de la muntanya, va ser membre de l'expedició de Lewis i Clark. Posteriorment va ser el primer europeu en trepitjar el Parc Nacional de Yellowstone, i de veure el que actualment és Jackson Hole i la Serralada Teton. La seva descripció de l'activitat geotèrmica que va veure, va semblar tan escandalosa per alguns, que van anomenar l'àrea en to burleta com l'Infern de Colter. La fugida pels pèls de la persecució dels blackfoot, deixant-lo nu i sol a la natura, va esdevenir una llegenda coneguda amb el nom de "La fugida de Colter".
- George Drouillard (1773/75?–1810) era un caçador, intèrpret i parlador amb signes de l'expedició de Lewis i Clark, sovint considerat un dels dos membres més apreciats per Lewis (sent l'altre John Colter). Nascut de pare francès del Canadà i mare shawnee de Detroit, Drouillard va demostrar ser el millor caçador de l'expedició, en particular durant el dur hivern passat a Fort Clatsop. Després de participar en l'expedició, va continuar caçant pells als actuals Wyoming i Montana, treballant per la Compañia de Pieles San Luis Misuri de Manuel Lisa, que el va contractar el 1807. Sovint aventurant-se sol (com John Colter), en particular a les capçaleres del riu Big Horn de Yellowstone i als voltants de Les Tres Forques del Missouri, George Drouillard va ser salvatgement assassinat el maig de 1810 pels indis blackfoot, a la regió de Les Tres Forques.
- Sylvan "Buckskin Bill" Hart, conegut com "L'últim home de la muntanya",[12] va viure al llarg del riu Salmon a la Reserva Natural de Frank Church-River of No Return d'Idaho del 1932 al 1980. Harold Peterson i W. Clifford Dean van escriure biografies sobre ell, i Chana Cox va escriure una autobiografia sobre el temps que ella i la seva família van passar amb ell.
- John "Liver-Eating" Johnson (1824–1900) va ser un dels més destacats dels darrers homes de la muntanya. Johnson va treballar a Wyoming i Montana, capturant pells de castor, biso i llop. Sense cap associació a cap companyia, Johnson negociava de forma independent per vendre les seves pells. Alguns elements de la seva història van ser retratats a la pel·lícula Jeremiah Johnson, i Dennis McLelland va escriure una biografia sobre ell.
- Joseph Lafayette "Joe" Meek (1810–1875) va ser caçador, oficial de la llei, i polític del País d'Oregon i posteriorment del Territori d'Oregon dels Estats Units. Un pioner involucrat en comerç de pels abans d'establir-se a la vall de Tualatin, creia que Meek jugaria un paper important en les Trobades de Champoeg de 1843, on va ser escollit Xèrif. Posteriorment va ser membre de la Legislatura provisional d'Oregon, abans de ser escollit Marshal dels Estats Units del Territori d'Oregon.
- Jedediah Smith (1799 – prop de 1831) va ser caçador i comerciant de pells que va realitzar exploracions significatives per l'obertura de l'oest americà als colons europeus i americans. Smith és considerat el primer home d'ascendència europea en creuar el futur estat de Nevada; el primer en travessar Utah de nord a sud i d'oest a est; i el primer americà en arribar a Califòrnia per ruta terrestre. També va ser el primer en escalar Sierra Nevada i en explorar la zona que va des de San Diego fins als bancs del riu Columbia. Va ser un home de negocis d'èxit i soci únic de la Companyia de pells de les Muntanyes Rocoses després de la marxa d'Ashley. Smith tenia una cicatriu destacable al rostre, fruit d'un atac d'os bru.
- William Lewis Sublette (1798–1845) va ser caçador de pells, pioner, i un home de la muntanya que, juntament amb els seus germans després de 1823, es van convertir en agent de la Companyia de pells de les Muntanyes Rocoses (i posteriorment un dels seus propietaris), que va explotar els recursos del País d'Oregon, ajudant a establir les millors rutes, que posteriorment es van millor i convertir en el camí d'Oregon.